# Division 1 1951-1952
La Division 1 1951-1952 è stata la 14ª edizione della massima serie del campionato francese di calcio, disputata tra il 26 agosto 1951 e il 25 maggio 1952 e concluso con la vittoria del Nizza, al suo secondo titolo.
Capocannoniere del torneo è stato Gunnar Andersson (Olympique Marsiglia) con 28 reti.

## Stagione

### Novità
Venne modificato il formato dei play-out, con la terzultima classificata che avrebbe incontrato la terza di seconda divisione, in due incontri andata e ritorno in campo neutro.

### Avvenimenti
In apertura del campionato si assistette a una lotta al vertice fra Metz e Roubaix-Tourcoing con questi ultimi che, dalla quinta giornata, tentarono una fuga ostacolata dai loreni e dal Nizza. A partire dalla tredicesima giornata si alternarono in classifica diversi gruppi di squadre fra cui Nizza, Lilla e Bordeaux che conclusero il girone di andata in testa.
La bagarre al vertice sembrò giungere a una svolta alla ventesima giornata con il Le Havre e il Bordeaux che si staccarono dal gruppo: inizialmente ebbero la meglio i primi, primi per quattro giornate, poi subentrarono i girondini che tuttavia vennero raggiunti dalle altre avversarie. Alla ventottesima giornata emerse definitivamente il Nizza, che riuscì a mantenere a distanza le concorrenti, confermando il proprio titolo di campione di Francia all'ultima giornata.
Sempre all'ultimo turno vennero definiti i verdetti in chiave salvezza, con l'Olympique Marsiglia che si vide costretto a giocare lo spareggio contro il Valenciennes terzo in seconda divisione; ribaltando il 3-1 subìto all'andata, i marsigliesi si misero in salvo dalla prima retrocessione della loro storia, che sul campo era capitata con due giornate d'anticipo all'Olympique Lione e allo Strasburgo.
Alla fine della stagione il Nizza, squadra campione, partecipa alla quarta edizione della Coppa Latina, torneo che mette in competizione le squadre campioni di Francia, Italia, Portogallo e Spagna; il torneo viene disputato tra il 25 e il 29 giugno 1952.

## Classifica finale
|  | Pos. | Squadra             | Pt | G  | V  | N  | P  | GF | GS | MR    |
|  | ---- | ------------------- | -- | -- | -- | -- | -- | -- | -- | ----- |
|  | 1.   | Nizza               | 46 | 34 | 21 | 4  | 9  | 65 | 42 | 1,548 |
|  | 2.   | Bordeaux            | 45 | 34 | 20 | 5  | 9  | 88 | 49 | 1,796 |
|  | 3.   | Lilla               | 44 | 34 | 19 | 6  | 9  | 85 | 50 | 1,7   |
|  | 4.   | Stade Reims         | 38 | 34 | 16 | 6  | 12 | 64 | 48 | 1,333 |
|  | 5.   | Metz                | 38 | 34 | 14 | 10 | 10 | 48 | 45 | 1,067 |
|  | 6.   | Nîmes               | 37 | 34 | 16 | 5  | 13 | 63 | 47 | 1,34  |
|  | 7.   | Le Havre            | 37 | 34 | 15 | 7  | 12 | 55 | 44 | 1,25  |
|  | 8.   | Roubaix-Tourcoing   | 36 | 34 | 14 | 8  | 12 | 57 | 44 | 1,295 |
|  | 9.   | Saint-Étienne       | 36 | 34 | 15 | 6  | 13 | 69 | 68 | 1,015 |
|  | 10.  | Sète                | 36 | 34 | 14 | 8  | 12 | 54 | 56 | 0,964 |
|  | 11.  | FC Nancy            | 35 | 34 | 12 | 11 | 11 | 59 | 53 | 1,113 |
|  | 12.  | Sochaux             | 31 | 34 | 12 | 7  | 15 | 51 | 54 | 0,944 |
|  | 13.  | Lens                | 31 | 34 | 12 | 7  | 15 | 54 | 61 | 0,885 |
|  | 14.  | RC France           | 31 | 34 | 13 | 5  | 16 | 60 | 71 | 0,845 |
|  | 15.  | Rennes              | 28 | 34 | 10 | 8  | 16 | 51 | 85 | 0,6   |
|  | 16.  | Olympique Marsiglia | 27 | 34 | 9  | 9  | 16 | 52 | 76 | 0,684 |
|  | 17.  | Olympique Lione     | 20 | 34 | 7  | 6  | 21 | 38 | 78 | 0,487 |
|  | 18.  | Strasburgo          | 16 | 34 | 4  | 8  | 22 | 38 | 80 | 0,475 |

Legenda:
      Campione di Francia.
  Partecipa ai play-out.
      Retrocesse in Division 2 1952-1953.
Note:
Due punti a vittoria, uno a pareggio, zero a sconfitta.
In caso di arrivo di due o più squadre a pari punti, la graduatoria verrà stilata secondo la classifica avulsa tra le squadre interessate che prevede, in ordine, i seguenti criteri:
- Media reti.

## Spareggi

### Play-out
La squadra classificatasi al 17º posto incontra la 3ª classificata di Division 2.
|                     | Risultati |                     | Luogo e data                  |
| ------------------- | --------- | ------------------- | ----------------------------- |
| Valenciennes        | 3-1       | Olympique Marsiglia | Saint-Étienne, 31 maggio 1952 |
| Olympique Marsiglia | 4-0       | Valenciennes        | Saint-Ouen, 8 giugno 1952     |
|                     |           |                     |                               |

## Statistiche

### Squadre

#### Capoliste solitarie
|    | —— | —— | ——   | ——                | ——                | ——                | ——                | ——                | ——                | ——                | ——                | ——  | ——  | ——  | ——  | ——  | ——  | ——  | ——       | ——       | ——       | ——  | ——       | ——       | ——  | ——  | ——    | ——    | ——    | ——    | ——    | ——    | ——    | —— |  |
|    |    |    | Metz | Roubaix-Tourcoing | Roubaix-Tourcoing | Roubaix-Tourcoing | Roubaix-Tourcoing | Roubaix-Tourcoing | Roubaix-Tourcoing | Roubaix-Tourcoing | Roubaix-Tourcoing |     |     |     |     |     |     |     | Le Havre | Le Havre | Le Havre |     | Bordeaux | Bordeaux |     |     | Nizza | Nizza | Nizza | Nizza | Nizza | Nizza | Nizza |    |  |
|    |    |    |      |                   |                   |                   |                   |                   |                   |                   |                   |     |     |     |     |     |     |     |          |          |          |     |          |          |     |     |       |       |       |       |       |       |       |    |  |
|    |    |    |      |                   |                   |                   |                   |                   |                   |                   |                   |     |     |     |     |     |     |     |          |          |          |     |          |          |     |     |       |       |       |       |       |       |       |    |  |
| 1ª | 2ª | 3ª | 4ª   | 5ª                | 6ª                | 7ª                | 8ª                | 9ª                | 10ª               | 11ª               | 12ª               | 13ª | 14ª | 15ª | 16ª | 17ª | 18ª | 19ª | 20ª      | 21ª      | 22ª      | 23ª | 24ª      | 25ª      | 26ª | 27ª | 28ª   | 29ª   | 30ª   | 31ª   | 32ª   | 33ª   | 34ª   |    |  |

### Primati stagionali
Squadre
- Maggior numero di vittorie: Nizza (21)
- Minor numero di sconfitte: Nizza, Bordeaux, Lilla (9)
- Migliore attacco: Bordeaux (88)
- Miglior difesa: Nizza (42)
- Miglior differenza reti: Bordeaux (+39)
- Maggior numero di pareggi: FC Nancy (11)
- Minor numero di pareggi: Nizza (4)
- Maggior numero di sconfitte: Strasburgo (22)
- Minor numero di vittorie: Strasburgo (4)
- Peggior attacco: Olympique Lione, Strasburgo (30)
- Peggior difesa: Strasburgo (80)
- Peggior differenza reti: Strasburgo (-42)

### Individuali

#### Classifica marcatori
| Gol |  |  | Giocatore                | Squadra             |
| --- |  |  | ------------------------ | ------------------- |
| 31  |  |  | Gunnar Andersson         | Olympique Marsiglia |
| 25  |  |  | Bertus de Harder         | Bordeaux            |
| 25  |  |  | Marcel Rouvière          | Nîmes               |
| 20  |  |  | Jean Saunier             | Le Havre            |
| 20  |  |  | André Strappe            | Lilla               |
| 19  |  |  | Maurice Singier          | Sète                |
| 18  |  |  | Wilhelm van Lent         | Lens                |
| 17  |  |  | Léon Deladerrière        | FC Nancy            |
| 16  |  |  | Jean-Jacques Kretzschmar | Roubaix-Tourcoing   |
| 16  |  |  | André Lukács             | Bordeaux            |
| 15  |  |  | Jacques Foix             | RC Paris            |
| 14  |  |  | Erik Kuld Jensen         | Lilla               |
| 14  |  |  | Edmond Plewa             | FC Nancy            |
| 14  |  |  | Jean Grumellon           | Rennes              |

## Percorso dei club nelle coppe europee
| Club  | Competizione | Risultato | Ultimo avversario |
| ----- | ------------ | --------- | ----------------- |
| Nizza | Coppa Latina | 2º posto  | Barcellona (0-1)  |